# Robert Naeye
Robert Naeye (* 22. Juli 1917 in Woluwe-Saint-Pierre/Sint-Pieters-Woluwe; † 9. November 1998 in Schaerbeek/Schaarbeek) war ein belgischer Radrennfahrer und Sportlicher Leiter.

## Sportliche Laufbahn
Naeye war im Bahnradsport und im Straßenradsport aktiv. Von 1936 bis 1952 war er Berufsfahrer. Seine größten Erfolge hatte er auf der Radrennbahn. Er gewann die Sechstagerennen von Paris 1947 mit Achiel Bruneel und München 1949 mit Maurice Depauw. 1950 siegte er erneut in München mit René Adriaenssens, 1951 dann in Saint-Étienne mit Ernest Thyssen. 1945 wurde er Dritter der nationalen Meisterschaft im Steherrennen.
Auf der Straße wurde er 1940 Zweiter bei Antwerpen–Gent–Antwerpen hinter Albert Hendrickx. Dazu gewann er einige Kriterien in Belgien.

## Berufliches
Von 1961 bis 1980 war er Sportlicher Leiter unter anderem im Radsportteam Peugeot.